# Erwin Sander
Erwin Sander (* 5. März 1892 in Berlin-Neukölln; † 7. Dezember 1962 in Bamberg) war ein deutscher Generalleutnant im Zweiten Weltkrieg.

## Leben
Sander trat am 1. Oktober 1910 als Fahnenjunker in das 1. Posensche Feldartillerie-Regiment Nr. 20 ein. Im 3. Ostpreußischen Feldartillerie-Regiment Nr. 79 diente er während des Ersten Weltkriegs. Weiter fungierte er unter anderem auch in der 8. Armee als Batterieoffizier.
Nach Kriegsende wechselte Sander in den Polizeidienst und arbeitete unter anderem an der Polizeischule Potsdam-Eiche und an der Polizeischule Brandenburg. Als Major der Polizei arbeitete er ab 1. Oktober 1929 in der Polizeiverwaltung von Berlin.
1935 wurde Sander in die Wehrmacht als Oberstleutnant übernommen. Er gehörte erst zum Stab der 1. Panzer-Division in Weimar und ab 1936 zum Artillerie-Regiment 73 und dann zum Artillerie-Regiment 74. Am 10. November 1938 wurde er Kommandeur vom Artillerie-Regiment 80 in Cottbus. Am 8. Januar 1942 ernannte man Sander zum Kommandeur der 170. Infanterie-Division. Nachdem er 1943 sein Kommando abgab, wurde er Kommandeur der 245. Infanterie-Division. 
Am 30. April 1945 führte er mit der 245. Infanterie-Division den Gegenschlag gegen die britischen Truppen, die bei Lauenburg über die Elbe gesetzt hatten und weiter nach Norden vorrückten.
Am 15. Mai 1945 schrieb er auf Befehl des Oberbefehlshabers der britischen Truppen, Feldmarschall Montgomery, an die ihm unterstellten Frontsoldaten.

## Auszeichnungen
- Eisernes Kreuz (1914) II. und I. Klasse
- Ritterkreuz des Königlichen Hausordens von Hohenzollern mit Schwertern
- Verwundetenabzeichen (1918) in Schwarz
- Spange zum Eisernen Kreuz II. und I. Klasse
- Ritterkreuz des Eisernen Kreuzes am 3. September 1942[3]